# 미후네 토시로
미후네 토시로(일본어: 三船敏郎, 1920년 4월 1일 ~ 1997년 12월 24일)는 일본의 남자 영화 배우이다. 그는 시무라 다카시와 함께 구로사와 아키라 감독의 페르소나(Persona)로 잘 알려져 있다.

## 생애
미후네 토시로는 1920년에 당시 일본 제국이 점령하고 있었던 중국 산둥성 칭다오에서 태어났다. 일본 제국의 팽창 시기, 그는 1940년에 육군 항공 부대에 입대하였고, 항공 사진을 찍는 정찰병으로 활동했다. 그곳에서 사진 기술을 인정받아 사진부에 배치가 되기도 하였다. 전쟁 말기에는 구마모토의 특공대 기지에서 출격 전 가미카제 특공대원들의 영정 사진을 찍는 일을 맡기도 했다. 미후네는 군 생활 중 영화사 도호에서 촬영 스탭으로 근무하는 오오야마 토시하루를 알게 되었고, 군 제대 후엔 그를 찾아가 미후네 역시 촬영 스탭으로 일하기 위해 이력서를 제출했다. 하지만 그 이력서가 촬영부가 아닌 신인 배우 선발 쪽으로 잘못 건네지면서 본의 아니게 배우로서 첫발을 내딛게 되었다.
그는 1947년 타니구치 센키치 감독의 데뷔작인 《은령의 끝》(銀嶺の果て)으로 본인 또한 배우로서 데뷔하였다. 그리고 1948년 《주정뱅이 천사》(醉いどれ天使)를 통해서 평생의 인연이 될 구로사와 아키라 감독을 만나게 되었다. 그 뒤로 들개, 라쇼몽, 7인의 사무라이 등등 수많은 작품을 구로사와 아키라 감독과 함께 작업을 해 나갔다.
1962년엔 미후네 프로덕션(Mifune Productions)이라는 회사를 직접 설립하여, 자신이 투자도 하고, 작품을 만들기도 하였다.
그 후 미후네는 1997년 12월 24일 다발성 장기 부전으로 인해 숨을 거두었다.

## 작품 목록
※ 대표작만 간추림.
| 연도 | 한국 개봉명           | 일본 개봉명          | 영어 개봉명         | 비고                                         |
| ---- | --------------------- | -------------------- | ------------------- | -------------------------------------------- |
| 1967 | 일본의 가장 긴 하루   | 日本のいちばん長い日 |                     |                                              |
| 1965 | 붉은 수염             | 赤ひげ               | Red Beard           | 베네치아 국제 영화제 남우 주연상, 2번째 수상 |
| 1963 | 천국과 지옥           | 天国と地獄           | High and Low        |                                              |
| 1961 | 요짐보                | 用心棒               | Yojimbo             | 베네치아 국제 영화제 남우 주연상, 1번째 수상 |
| 1958 | 숨겨진 요새의 세 악인 | 隠し砦の三悪人       | The Hidden Fortress |                                              |
| 1957 | 거미의 성             | 蜘蛛巣城             | Throne of Blood     |                                              |
| 1954 | 7인의 사무라이        | 七人の侍             | Seven Samurai       | 베네치아 국제 영화제 감독상 수상작           |
| 1951 | 백치                  | 白痴                 | The Idiot           |                                              |
| 1950 | 라쇼몽                | 羅生門               | Rashomon            | 베네치아 국제 영화제 황금 사자상 수상작      |
| 1949 | 들개                  | 野良犬               | Stray Dog           |                                              |
| 1948 | 주정뱅이 천사         | 醉いどれ天使         | Drunken Angel       |                                              |

## 같이 보기
- 구로사와 아키라
- 시무라 다카시